# Santa Maria (Camisano Vicentino)
Santa Maria è una frazione del Comune di Camisano Vicentino in provincia di Vicenza. Il nome della frazione deriva dalla chiesa di Santa Maria del Rosario.

## Geografia fisica

### Territorio
Confina a nordest con il capoluogo Camisano, a sud con il Comune di Grisignano di Zocco e ad ovest con quello di Grumolo delle Abbadesse.

### Clima
Santa Maria come tutta la pianura veneta ha un clima continentale umido e freddo d'inverno, caldo afoso d'estate.
Mediamente la giornata dura 12 ore 16 minuti. Durata minima in dicembre 8 ore 49 minuti, durata massima in giugno 15 ore 40 minuti.
| Mese                           | Gen | Feb | Mar | Apr | Mag | Giu | Lug | Ago | Set | Ott | Nov | Dic | Anno |
| ------------------------------ | --- | --- | --- | --- | --- | --- | --- | --- | --- | --- | --- | --- | ---- |
| Temperatura massima media (°C) | 8   | 9   | 13  | 18  | 23  | 26  | 29  | 28  | 25  | 19  | 12  | 7   | 18   |
| Temperatura minima media (°C)  | -2  | 0   | 3   | 7   | 11  | 15  | 17  | 17  | 14  | 8   | 3   | -1  | 8    |

## Storia

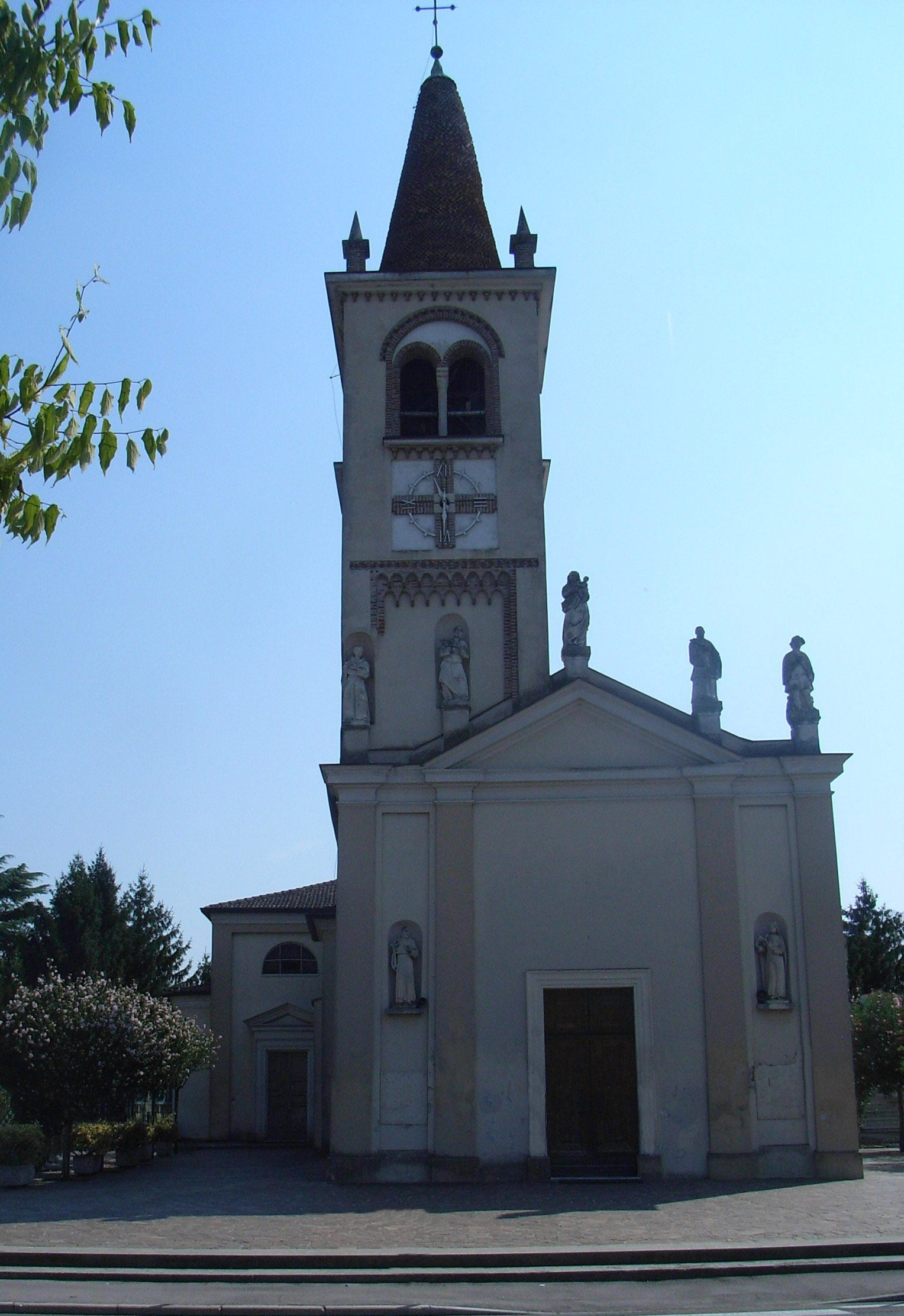
Chiesa parrocchiale

La località deve il nome all'antica pieve di cui fu sede; la sua intitolazione a Santa Maria - come la cattedrale e la maggior parte delle antiche pievi della diocesi di Vicenza - fa ritenere che lo fosse ben prima del X secolo. Nel 1297 essa aveva sotto la sua giurisdizione le cappelle di San Nicolò e di San Daniele insieme con quella di San Martino di Poiana di Granfion, di San Michele di Rampazzo, di San Leonardo di Bevadoro, di San Zaccaria di Gaianigo, di San Pietro di Grossa, oltre ad una ecclesia de Nove. Anche la maggior parte di queste cappelle, probabilmente, ebbe origine prima del 1000.
Con il tempo queste divennero parrocchie ed il loro sviluppo autonomo determinò un decadimento della Pieve matrice, ridotta ad umile curazia fino al 1954, quando un decreto vescovile la ripristinò al rango di parrocchia. Il ruolo ricoperto un tempo dalla Pieve di Santa Maria fu assunto da San Nicolò.

## Monumenti e luoghi d'interesse

### Villa Capra Barbaran

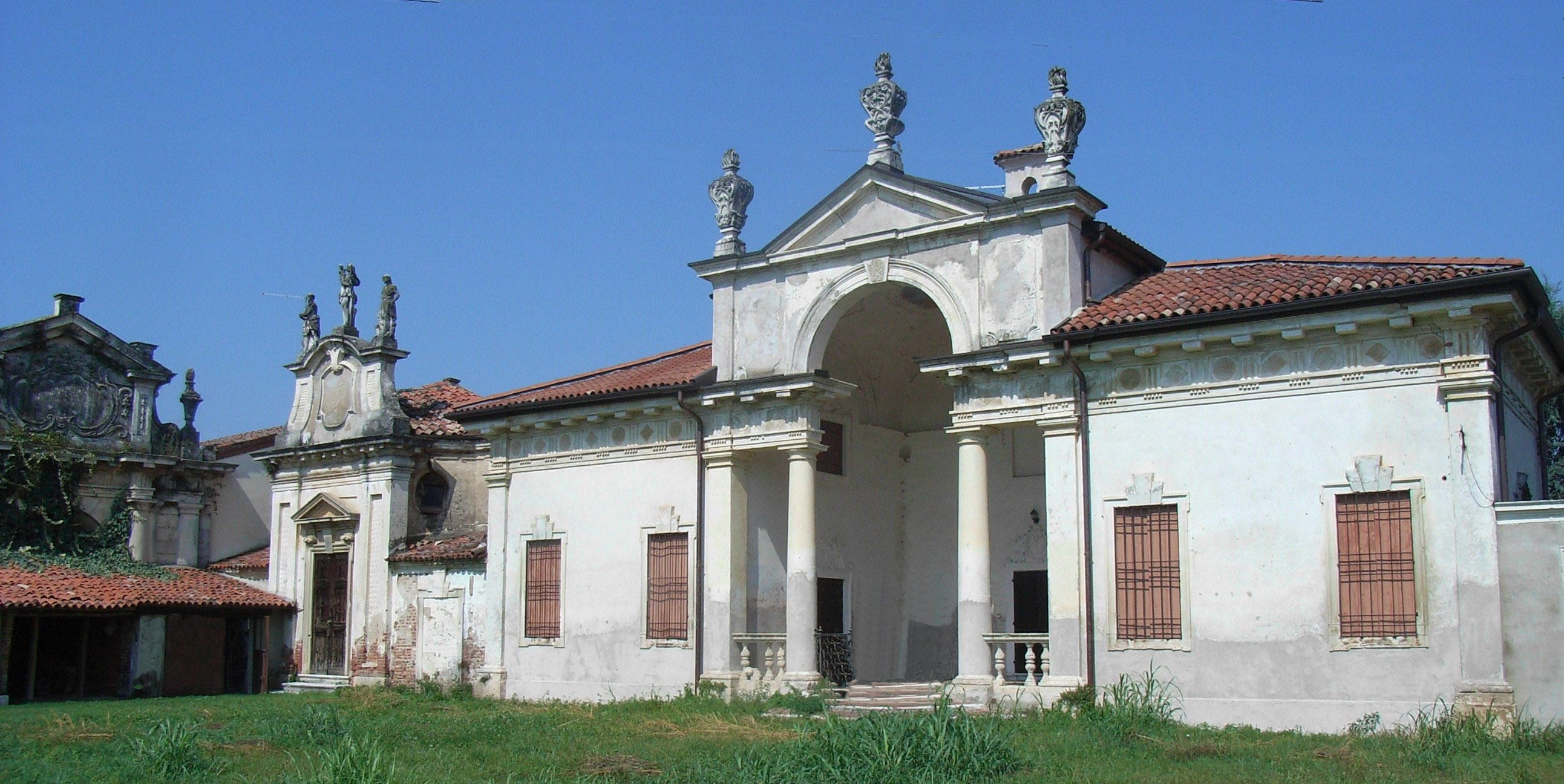
Villa Capra Barbaran

Il complesso architettonico è situato in aperta campagna, nella frazione Santa Maria in prossimità dell'omonima chiesa. L'insieme degli edifici che compongono l'organismo è costituito dal corpo padronale, dalla foresteria ed annessa cappella, dalle barchesse ed alla colombara, collocata in posizione a sé stante. Il nucleo principale insediativo è attribuito all'architetto Carlo Borella e risale al 1672. Al 1728 sono datate la foresteria, la cappella, l'arco d'ingresso alle cedraie e la colombara, per le quali opere si presume la paternità di altro architetto non vicentino. La parte centrale della villa propriamente detta è caratterizzata da una loggia composta da sei colonne giganti.
Le due ali laterali sono segnate da quattro finestre principali, distanziate fra loro, cui si sono aggiunte, in tempo recente, due finestre intermedie per ala. All'interno, in corrispondenza della forte verticalità denunciata nella facciata, si evidenzia un ordine di alti soffitti affrescati nelle rispettive sei sale, la cui austera composizione rimanda forse ai modi costruttivi di Baldassarre Longhena.
La foresteria, situata sulla destra rispetto all'entrata principale della villa, è caratterizzata a una serliana ad ordine tuscanico gigante, contrastata da una massiccia cornice e sormontata da un timpano triangolare con vasi acroteriali. L'interno della loggia contrassegnato da quattro archi, è decorato nel soffitto da un pregevole affresco attribuibile a Costantino Pasqualotto. Di ampio e generoso respiro architettonico si configura la barchessa, contrassegnata dal rincorrersi di archi a tutto sesto impaginati in un elegante ordine di paraste ioniche. Nel 2003 sono iniziati i lavori di ristrutturazione con il patrocinio dell'Istituto regionale ville venete per un costo approssimativo di 700.000 euro.

## Eventi
- 7 ottobre Sagra della Pieve
- ottobre Festa della contrà Pieve